# Maritza Arribas Robaina
Maritza Arribas Robaina (Santiago de Cuba, 2 de juliol de 1971) és una jugadora d'escacs cubana, que té el títol de Gran Mestre Femení des de 1999.

## Resultats destacats en competició
Arribas ha estat onze vegades campiona de Cuba femenina d'escacs, els anys 1992, 1997, 2001, 2002, 2003, 2004, 2007, 2008, 2009, 2013 i 2015, un rècord cubà, i també va ser guanyadora del campionat de Cuba juvenil femení els anys 1988, 1990 i 1991. També va guanyar el V campionat individual Panamericà, a Mèrida el 2000. Va participar representant Cuba en les Olimpíades d'escacs en onze ocasions, els anys 1988, 1990, 1994, 1996, 1998, 2000, 2002, 2004, 2006, 2008 i 2010.